# Tornaria

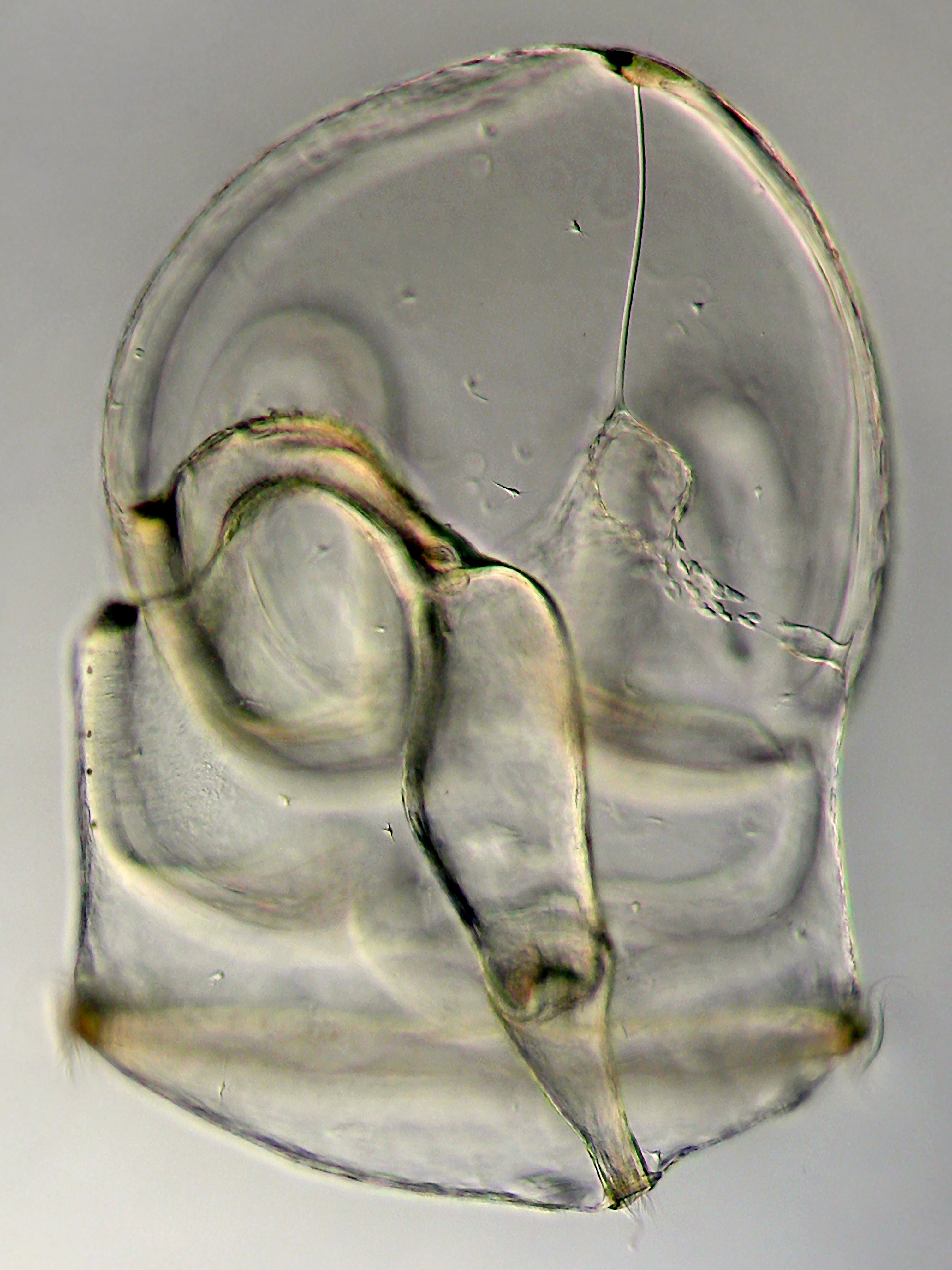
Uma larva de tornaria.

Um tornaria é a larva planctônica de algumas espécies de Hemichordata, como os enteropneusta. É muito semelhante em aparência às larvas bipinárias de estrelas do mar, com faixas convolutas de cílios correndo ao redor do corpo. É uma larva transparente de formato oval. O diâmetro do corpo é de cerca de 3 mm. Possui uma placa apical, que é uma região espessada formada por um tufo de cílios e um par de manchas oculares. A larva possui um canal alimentar completo. A faixa ciliar se estende por toda a região anterior e posterior, e também na região pós-oral.